# ヘンリー・コスビー
ヘンリー・コスビー（Henry R. "Hank" Cosby 1928年5月12日 – 2002年1月22日)はアメリカ合衆国のソングライター・プロデューサーで、主にモータウンで活動した。

## 伝記
ミシガン州デトロイト生まれ。シュープリームスからテンプテーションズまで、モータウンの歌手の曲を多く制作した。
スティーヴィー・ワンダーの初期のヒット作『マイ・シェリー・アモール』『愛するあの娘に』『アップタイト』をワンダーと共作した。
スモーキー・ロビンソン&ミラクルズのナンバー1ヒット『涙のクラウン』も共作。
モータウンのすべての曲で演奏したバンドファンク・ブラザース のメンバーでもあり、サックスを吹いた。
73歳で2002年に、ミシガン州ロイヤル・オークのWilliam Beaumont病院で、冠状動脈バイパス手術からの合併症で亡くなった 。
2006年、ソングライターの殿堂入り。

## 関連アーティスト
101ストリングス/ /ボニーM. /ブッカー·T.＆ MGズ/マリオ·ランツァ/マリオンメドウズ/マーサ＆ヴァンデラス/マーヴ·ジョンソン/マーヴィン·ゲイ/ポール·シェーファー/ピーター·ホワイト/ペトゥラ·クラーク/フィル·コリンズ/ポットショット/ペレスプラド/クインシー·ジョーンズ/ローランド·カーク/ラムゼイ·ルイス/レイヴン-シモーヌ /レイ·ブライアント/ルネ·フレミング/リチャード·メルク/ロッド·スチュワート/ロニー·アルドリッチ/ロニー·ダイソン/ロニー·フォン/ソウル/サミー·デイヴィス·ジュニア/サンディ·ネルソン/セニョールソウル/シャーリマール/シスター·スレッジ/スモーキー·ロビンソン＆ミラクルズ/スモーキー·ロビンソン/スタンリー·タレンタイン/スターライト·オーケストラ/スティーヴィー·ワンダー/ストレートノーチェイサー/タタ·ヴェガ/ボールルームバンド/バーケイズ/ビーチ·ボーイズ/クリフ·アダムス·シンガーズ/カウントダウンキッズ/ Elgins /フォー·トップス/ファンク·ブラザーズ/ジャクソン5 /メガキッズ/マートンパーカー/モニター/モンゴメリー·ブラザーズ/ナイロン/パリ·アンサンブル/スペシャルズ/ Springers /シュープリームス

## 参照
1. ↑  Henry "Hank" Cosby RIP

allmusicの記事。1313枚の関連アルバムすべての一覧表。

## 外部リスト
- ヘンリー・コスビー - ソングライターの殿堂（英語）
- ヘンリー・コスビー - Find a Grave（英語）